# Lingua enga
La lingua enga è una lingua papuasica. La lingua viene parlata nella parte della Papua Nuova Guinea che apparteneva all'Impero tedesco. È la lingua indigena non-pidgin con il più grande numero di parlanti nella Papua Nuova Guinea, ma viene parlata dall’etnia dell’omonima provincia, Enga.